# Cascata do Caracol
Cachoeira do Caracol é uma cachoeira de 130 metros, localizada a 7 quilômetros do município de Canela, no Parque Estadual do Caracol. É formada pelo rio Caracol e corta de falésias basálticas na Serra Geral, caindo no Vale da Lageana. As quedas estão situadas entre a zona pinheiral (floresta de pinheiros) do Planalto Brasileiro e a Mata Atlântica do litoral sul. A base da cachoeira pode ser alcançada por uma trilha íngreme de 927 degraus mantida pelo Projeto Lobo-Guará.
A cachoeira se formou nas rochas basálticas da formação Serra Geral e possui duas cascatas. A cascata superior está localizada a aproximadamente 100 m antes da segunda cascata, que cai sobre uma borda saliente do penhasco.
As Cataratas do Caracol há tempos atraem visitantes e são a segunda atração turística natural mais popular do Brasil, atrás apenas das Cataratas do Iguaçu. Em 2009, recebeu mais de 289.000 visitantes. Há uma torre de observação de 30 metros que oferece elevador e vista panorâmica, além de um teleférico que dá aos turistas uma visão aérea da cachoeira. A área também oferece um restaurante e barracas de artesanato.